# 田山真美子
田山 真美子（たやま まみこ、1974年3月29日 - ）は、日本の元女優、アイドル。
岩手県出身。所属事務所は東京宝映テレビを経てグッデイ。

## 来歴
日出女子学園高校卒業。
1986年、特撮テレビ番組『もりもりぼっくん』（フジテレビ系）にてデビュー。以降子役として活動する。
1988年、増田未亜と出演したオリジナルビデオ『地球防衛少女イコちゃん2』での美少女ぶりが評判を呼ぶ。同年、映画『スケバン刑事 風間三姉妹の逆襲』で主演の浅香唯に助けられる孤児グループの少女役を、森田芳光製作総指揮のオムニバス喜劇『バカヤロー! 私、怒ってます』では相楽晴子の妹役を演じた。
1989年、夏休み期間中の15分枠の昼ドラ帯「心霊ドラマスペシャルⅢ」の最終作・『夏色怪談』で、不慮の転落死を遂げてしまった事で、自身の死因を思い出せず成仏出来ない幽霊となって現世を彷徨う女子中学生のヒロイン役を演じた。このドラマが初主演となった田山は、大人びた表情や死を客観視する演技が注目された。
同ドラマ放映終盤に差し掛かった8月21日、CBSソニーより『青春のEVERGREEN』でアイドル歌手デビュー。キャッチコピーは「いちばん会いたかった君が最後に微笑んだ。」同年、中山忍・河田純子とクリスマス期間限定ユニット「楽天使」を結成。また、NHK『みんなのうた』に楽曲が起用された。
翌1990年には、中山・河田および宍戸留美・Lip'sとのユニット「七つ星」としても活動を行った。映画『バカヤロー!3 へんな奴ら』では永瀬正敏の相手役を好演し注目される。
長い髪・深い瞳で美少女度では歴代アイドル屈指との評価もあった。
1991年以降はアイドルとしての活動を休止し、女優へ転向。映画、テレビドラマ、オリジナルビデオに出演した他、『ウゴウゴルーガ』『オールナイトフジ・リターンズ』などバラエティ番組にも参加した。1995年発売の写真集『Pureness』ではオールヌードを披露した。

## 主な出演作品

### テレビドラマ
- もりもりぼっくん（1986年、フジテレビ） - 井上まどか 役
- 愛伝説（1987年4月、東海テレビ）
- 光戦隊マスクマン 第21話「霧の谷の黒い影」・第22話「風雲オーラの嵐!」（1987年7月、テレビ朝日） - 山形由美 役
- あぶない刑事 第50話「狙撃」（1987年9月、日本テレビ） - 本田キョウコ 役
- おもいっきり探偵団 覇悪怒組 第38話「ロマンスは甘き香り」（1987年10月4日、フジテレビ）
- 窓を開けますか?（1988年、フジテレビ） - 桐生ゆめ子 役
- 花のあすか組! 第5話「謎の美少女を捜せ」（1988年5月16日、フジテレビ） - 小山内真紀 役
- 金田一耕助の傑作推理 殺人鬼（1988年7月、TBS）
- じゃあまん探偵団 魔隣組 第32話「輝く南十字星伝説」（1988年8月、フジテレビ）
- さすらい刑事旅情編 第1シリーズ 第8話「東京駅・アリバイを偽証した女」（1988年12月、テレビ朝日）
- もっとあぶない刑事 第13話「代償」（1989年1月、日本テレビ） - 平尾千明 役
- 妻そして女シリーズ 心霊ドラマスペシャルIII『夏色怪談』（1989年8月14日 - 8月25日、毎日放送・TBS系） - 主演 岡本理恵 役
- ドラマスペシャル『ドラムカン』（1990年11月3日、NHK） - 長山うさぎ 役
- 世にも奇妙な物語 「廃校七番目の不思議」（1991年、フジテレビ）
- 大空港'92 第8話「ニューヨーク便に乗り遅れた女! 帰国子女の殺意」（1992年、テレビ朝日）
- 俺たちルーキーコップ 第11話「大発奮」（1992年、TBS） - 高村レナ 役
- 水戸黄門 第21部 第7話「目ざす敵は瓜二つ -津和野-」（1992年5月18日、TBS / C.A.L） - お春 役
- 大岡越前 第13部 第12話「金の亡者は悪検校」（1993年2月、TBS / C.A.L） - おすみ 役
- 妻たちの劇場　男なんてこんなもの（1993/05/17～1993/06/28 フジテレビ)
- お父さんは心配症（1994年、テレビ朝日）
- はぐれ刑事純情派 第7シリーズ 第22話「ヤンママ殺人事件・残った万札」（1994年、テレビ朝日） - 佐藤加奈 役
- 仮想空間Σ～インタラクティブゲーム　第二シリーズ「殺人法廷」（1996年04月27日～1996年05月18日 nhk）-吉岡まゆ役
- 編笠十兵衛　第5話（1997年2月、テレビ東京） - 千弥 役
- FiVE　第8話（1997年06月07日、日本テレビ）-リポーター役
- はるちゃん3（1999年4月、東海テレビ）

### 映画
- ハチ公物語（1987年、松竹富士）
- スケバン刑事 風間三姉妹の逆襲（1988年、東映） - ケイ 役
- バカヤロー! 私、怒ってます 第1話「食べてどこがいけないの?」（1988年10月15日、松竹） - 厚木加奈子 役
- 千羽づる（1989年6月24日、共同映画） - 雨宮由紀子 役
- バカヤロー!3 へんな奴ら 第4話「クリスマスなんか大嫌い」（1990年10月20日、松竹） - 長沼義子 役
- ツルモク独身寮（1991年7月27日、アスミック） - 桜井ともみ 役
- 喜多郎の十五少女漂流記（1992年3月7日、松竹） - 綾 役
- 82分署（1995年12月9日、マクザム） - 加倉リン 役
- 故郷（1999年04月、東映）-リポーター役

### Vシネマ
- 地球防衛少女イコちゃん2（1988年12月17日、角川メディアオフィス） - 白馬ルンナ 役
- ダボ（1993年6月4日、にっかつビデオ）
- ザ・首領 火の玉伝説（1993年11月12日、ケイエスエス）
- サイレントメビウス外伝 幕末闇婦始末記（1993年3月22日、バンダイビジュアル）
- だからおまえは落ちるんだ、やれ!（1994年12月22日、SHSプロジェクト）
- ヤンママROCK'N ROLL（1995年3月24日、SEIYO INTERNATIONAL）
- パチンカー奈美3（1995年4月21日、ズーム・リバルリック・ネットワーク）
- どチンピラ12 危険なフェロモン（1995年8月4日、SEIYO INTERNATIONAL）
- 仁義12 流血の縄張（1997年10月24日、徳間ジャパンコミュニケーションズ）

## ディスコグラフィ
楽天使としての活動は楽天使の項目、七つ星としての活動は七つ星の項目を参照のこと。最高位はオリコン調べによる。

### シングル
| 発売日         | 規格  | 規格品番  | 面 | タイトル                   | 作詞       | 作曲         | 編曲     | 最高位 |
| -------------- | ----- | --------- | -- | -------------------------- | ---------- | ------------ | -------- | ------ |
| 1989年8月21日  | 8cmCD | 10EH-3322 | A  | 青春のEVERGREEN            | 麻生圭子   | 井上ヨシマサ | 井上鑑   | 34位   |
| 1989年8月21日  | CT    | 10WH-3322 | B  | 永遠がいい                 | 谷亜ヒロコ | 岸正之       | 井上鑑   | 34位   |
| 1989年12月1日  | 8cmCD | CSDL-3039 | A  | あの頃、ラスト・クリスマス | 麻生圭子   | 都志見隆     | 米光亮   | 57位   |
| 1989年12月1日  | CT    | CSSL-3040 | B  | 風待ち通り                 | 麻生圭子   | 井上ヨシマサ | 米光亮   | 57位   |
| 1990年2月21日  | 8cmCD | CSDL-3060 | A  | 春風のリグレット           | 戸沢暢美   | 井上ヨシマサ | 米光亮   | 48位   |
| 1990年2月21日  | CT    | CSSL-3060 | B  | さよならにはサヨナラを     | 麻生圭子   | 岸正之       | 新川博   | 48位   |
| 1990年7月21日  | 8cmCD | CSDL-3120 | A  | あなたが微笑むなら         | 麻生圭子   | 岸正之       | 新川博   | 57位   |
| 1990年7月21日  | 8cmCD | CSDL-3120 | B  | 私だけのホロスコープ       | 麻生圭子   | 岸正之       | 新川博   | 57位   |
| 1990年12月21日 | 8cmCD | CSDL-3213 | A  | 無人駅                     | 麻生圭子   | 来生たかお   | 佐藤準   | 73位   |
| 1990年12月21日 | 8cmCD | CSDL-3213 | B  | 冬の水族館                 | 麻生圭子   | 広谷順子     | 鷺巣詩郎 | 73位   |

### アルバム
- 瞳の法則（1990年3月29日）
- 詩小説（シナリリック）（1991年2月21日）
- 田山真美子オールソングス・コレクション（2012年4月21日） - SONY MUSIC SHOPオーダーメイドファクトリー限定盤（CD3枚組全曲集）

### イメージビデオ
- NEAR THE I・D・O・L （1990年）
- 自分ひとりに逢える場所 （1991年7月）

### CM
- リプトン（1987年）

『サー・トーマス・リプトン』
- ブルボン（1989年）

『チョコあーんぱん』

### CMイメージキャラクター
- 瀧本（スチール）

学生服ブランド『スクールタイガー』、『エコール』

## 書籍
写真集
- 『 La Murissant』（CBS・ソニー出版、1991年1月、撮影：Shinji Hosono）ISBN 4789705994

作詞家・麻生圭子とのコラボレーション作品。
- 『MASQUERADE』（GAKKEN、1992年11月、撮影：眞継敏明）
- 『BRIGHT』（ワニブックス、1994年8月、撮影：木村晴）ISBN 4847023684
- 『Pureness』（ワニブックス、1995年11月、撮影：山内順仁）ISBN 4847024133

### 雑誌
- デラべっぴん No.122（1996年1月号、英知出版）表紙